# 진격의 거인 (애니메이션)

《진격의 거인》(일본어: 進撃の巨人 신게키노쿄진[*])은 이사야마 하지메의 동명의 만화를 원작으로 한 일본의 다크 판타지 애니메이션이다. 애니메이션 제작은 제1기부터 제3기까지는 WIT STUDIO가, 제4기는 MAPPA가 담당했다. 제1기부터 제2기까지는 마이니치 방송 등을 통해, 제3기부터는 NHK 종합 텔레비전을 통해 방영되었다. 대한민국에서는 애니플러스를 통해 방영되었다. 크런치롤, 넷플릭스, 프라임 비디오, 훌루 등을 통해 스트리밍되었다.
식인거인의 위협을 피해 잔존인류가 벽을 세워 위태로운 생활을 이어가는 세계가 무대로, 엘런 예거와 그의 친구 미카사와 아르민이 주인공이다. 어느 날 초대형 거인 무리가 에렌의 고향을 파괴하고 그의 어머니를 먹어치우자, 에렌이 복수를 위해 거인을 격퇴하는 조사병단에 입단해 싸우고 거인들의 정체와 역사에 대해 밝히는 이야기를 그렸다.
2013년 4월부터 9월까지 제1기, 2017년 4월부터 6월까지 제2기(Season 2), 2018년 7월부터 10월까지 제3기 (Season 3) Part.1, 2019년 4월부터 7월까지 Part.2, 2020년 12월부터 2021년 3월까지 제4기(The Final Season) Part 1, 2022년 1월부터 4월까지 Part 2가 방송되고, 2023년에 완결편(전편, 후편)이 방송되었다.

## 등장인물
- 엘런 예거 - 카지 유우키
- 미카사 아커만 - 이시카와 유이
- 아르민 알레르토 - 이노우에 마리나
- 장 키르슈타인 - 타니야마 키쇼
- 애니 레온하트 - 시마무라 유우
- 리바이 아커만 - 카미야 히로시
- 에르빈 스미스 - 오노 다이스케
- 라이너 브라운 - 호소야 요시마사
- 사샤 브라우스 - 코바야시 유우
- 코니 슈프링어 - 시모노 히로
- 한지 조에 - 박로미
- 베르톨트 후버 - 하시즈메 토모히사
- 크리스타 렌즈/히스토리아 레이스 - 미카미 시오리
- 유미르 - 후지타 사키
- 마르코 보트 - 오사카 료타
- 지크 예거 - 코야스 타케히토

## 제작

### 제1기부터 제3기
본작은 Production I.G로부터 2012년 6월에 독립한 자회사인 WIT STUDIO가 애니메이션 제작을 담당한 최초의 TV 애니메이션 작품이다. Production I.G도 애니메이션 제작 협력으로 참가하고 있으며, 나중에 공식 패러디  《진격! 거인 중학교》의 애니메이션판 제작도 다루고 있다. 덧붙여 감독을 맡는 아라키 테츠로는 의뢰가 오기 전부터 원작 만화를 구독하고 있었다고 한다.
3DCG 제작은 매드박스가 담당했다. 작중에서는 입체기동장치를 사용한 공간 이동 중인 카메라 워크 등 원작 독자가 이미지하고 있는 움직임을 어떻게 영상화하는가 하는 점을 가장 중시했다고 한다.
제1기는 제작 크레딧에 마이니치 방송이 크레딧이 되지 않지만, 동사의 애니메이션 제작 담당자인 타케다 세이지, 마루야마 히로오, 마에다 토시히로 3명이 제작, 기획, 프로듀서의 일원으로 크레딧을 받았으며, 2014년 10월 11일에 오사카성 홀에서 개최되는 이벤트 'MBS 애니메이션 페스티벌 2014'에 본 작품도 라인업되어 카지 유우키, 이시카와 유이, Linked Horizon이 참가했다. Season 2 이후는 제작위원회 참가로 엔딩 크레딧을 받았다.
애니메이션화에 있어서, 원작자 이사야마 하지메은 각본 제작의 단계부터 참가해 꼼꼼한 협의를 실시했다. 또, 엘렌 거인체나 여자형 거인에게는 실재 격투기의 이미지가 있어, 이사야마에 의해 격투 장면의 참고 동영상이 제공된 것 외, 입체 기동 장치의 움직임은 프랑스 발상의 파쿠르라고 하는 익스트림계 스포츠의 움직임의 모델을 참고로 만들어졌다.
앞서 언급한 왕정편의 단축도 원작의 내용에 비해 지연되거나 보람이 없었던 이사야마의 의향에 의한 것이고, 애니메이션의 구성을 '자신의 힘으로는 이룰 수 없는 이상화된 각본'이라고 평가했다.

### The Final Season
제3기가 이야기적으로 구분이 좋은 타이밍이었던 것, 더해 크리에이터의 새로운 스텝 업을 목표로 하기 위해, 제3기 제작중에 WIT STUDIO측으로부터 '진격의 거인은 이번까지로 하고 싶다'라고 제의가 왔다. 그러나 필름을 인수하는 것의 어려움때문에 도저히 맡을 수 없다는 이야기가 수십 개나 이어지면서 새로운 제작사 찾기는 난항을 겪었다. 그 중에서 유일하게 '《진격의 거인》은 팬들을 위해 작품으로서 끝까지 끝내야 한다'라고 MAPPA가 검토에 들어가, WIT STUDIO측도 'MAPPA라면 안심'이라고 하는 견해를 나타낸 것으로, WIT STUDIO나 아라키 테츠로 전면 협력하에 정보 교환이나 인계가 이루어졌다. 덧붙여 제작사 변경에 수반해, 스태프 면도 음악이나 음향 감독 등의 일부를 제외하고 일신되었다.
이번 시즌에는 진격, 갑옷, 짐승, 턱, 차력 등 많은 거인이 3DCG 기반으로 제작되었다. 덧붙여 설정은 기본적으로 WIT STUDIO의 것이 이용되고 있지만, 원작의 스토리 전개나 도안을 근거로 해, 미술 해부학의 양식을 채용한 리얼하고 다크한 분위기로 재설계되었다. 또한 당초 모두 작화로 그려질 예정이었던 입체기동 장면에서도 조사병단의 3D모델을 추가 제작하고, 컷의 내용에 따라 작화와 CG가 구분되었다.
시리즈 구성을 담당하는 세코 히로시는 "원작이 완결되지 않아서도 끝까지 애니메이션으로 할 것이 정해져있는 시리즈이므로 역산을 할 수 없다"고 지금까지의 시즌과의 구성 작업의 차이를 말해, '단행본 2권분 모이면, 또 거기까지 각본을 쓰는 형태'로 각본 작업을 진행해 갔다고 한다. 또한 원작자인 이사야마로부터의 요청으로 60화에서 장이 신문을 구입하는 장면, 61화의 투신 자살 장면 등의 불온한 요소가 추가되었으며, 마레의 전사와 전사 후보 생과의 선배 후배의 관계가 강조되었다.
완결편(후편) 방송 종료 후, 트위터의 공식 계정에 원작자 이사야마로부터의 코멘트와 완결 기념 일러스트가 공개되었다. 이사야마는 "《진격의 거인》을 기대해 주신 여러분, 해당 콘텐츠는 이것으로 종료가 됩니다. 오랫동안 사랑해주셔서 정말로 감사합니다"라고 코멘트했다. 또, MAPPA도 "4년간, 매우 길고 힘든 날이었습니다만, 애니메이션 《진격의 거인》의 완결에 종사한 것, 정말로 감사하고 있습니다. 이 작품이 앞으로도 오랫동안 여러분에게 사랑받기를 기원합니다 "라고 게시했다.

## 스태프
|                     | 제1기                                             | 극장판1                                           | 제2기                                             | 제3기 Part.1                                      | 제3기 Part.2                                      | 제4기 Part 1                                      | 제4기 Part 2                                      | 완결편 (전편)                                     | 완결편 (후편)                                     |
| ------------------- | ------------------------------------------------- | ------------------------------------------------- | ------------------------------------------------- | ------------------------------------------------- | ------------------------------------------------- | ------------------------------------------------- | ------------------------------------------------- | ------------------------------------------------- | ------------------------------------------------- |
| 기획·프로듀스       | 이소야마 아츠시                                   | 사사키 타카히로                                   | 사사키 타카히로                                   | 사사키 타카히로                                   | 사사키 타카히로                                   | 사사키 타카히로                                   | 키쿠치 사다카즈                                   | 오오쿠마 카즈나리                                 | 오오쿠마 카즈나리                                 |
| 기획·프로듀스       | 마츠시타 타쿠야                                   | 마츠시타 타쿠야                                   | 마츠시타 타쿠야                                   | 마츠시타 타쿠야                                   | 이가라시 히데유키                                 | 카네코 요시오                                     | 타카미 요헤이                                     | 타카미 요헤이                                     | 마츠모토 사토시                                   |
| 기획·프로듀스       | 모리시타 카츠지                                   | 모리시타 카츠지                                   | 나카츠카 신이치                                   | 모리시타 카츠지                                   | 모리시타 카츠지                                   | 후지사쿠 준이치                                   | 우에다 요코                                       | 이시카와 미츠히사                                 | 이시카와 미츠히사                                 |
| 기획·프로듀스       | -                                                 | -                                                 | -                                                 | -                                                 | -                                                 | 오오츠카 마나부                                   | 오오츠카 마나부                                   | 오오츠카 마나부                                   | 오오츠카 마나부                                   |
| 기획·프로듀스       | 이마이 요스케                                     | 이마이 요스케                                     | 이마이 요스케                                     | -                                                 | 엔도 테츠야                                       | 엔도 테츠야                                       | 엔도 테츠야                                       | 후지타 히로유키                                   | 토야마 아츠시                                     |
| 기획·프로듀스       | 시이나 신이치                                     | 시이나 신이치                                     | 사토 카츠미                                       | 사토 카츠미                                       | 사토 카츠미                                       | 사토 카츠미                                       | 사토 카츠미                                       | 후루사코 토모노리                                 | 사카모토 아츠시                                   |
| 기획·프로듀스       | 마루야마 히로오                                   |                                                   |                                                   |                                                   |                                                   |                                                   |                                                   |                                                   |                                                   |
| 프로듀서            | 키노시타 테츠야, 타테이시 켄스케, 마에다 토시히로 | 키노시타 테츠야, 타테이시 켄스케, 마에다 토시히로 | 키노시타 테츠야, 타테이시 켄스케, 마에다 토시히로 | 키노시타 테츠야, 타테이시 켄스케, 마에다 토시히로 | 키노시타 테츠야, 타테이시 켄스케, 마에다 토시히로 | 키노시타 테츠야, 타테이시 켄스케, 마에다 토시히로 | 키노시타 테츠야, 타테이시 켄스케, 마에다 토시히로 | 키노시타 테츠야, 타테이시 켄스케, 마에다 토시히로 | 키노시타 테츠야, 타테이시 켄스케, 마에다 토시히로 |
| 프로듀서            | 와다 죠지                                         | 와다 죠지                                         | 와다 죠지                                         | 와다 죠지                                         | 와다 죠지                                         | 이토 히토시, 키무라 마코토                        | 이토 히토시, 키무라 마코토                        | 이토 히토시, 키무라 마코토                        | 이토 히토시, 키무라 마코토                        |
| 프로듀서            | 후루카와 신                                       | 오카다 히로마사                                   | 엔도 테츠야                                       | 엔도 테츠야                                       | 키요타 소야                                       | 엔도 테츠야                                       | 엔도 테츠야                                       | 마츠모토 히토시                                   | 엔도 테츠야                                       |
| 프로듀서            | 나가세 토모히토                                   | 나가세 토모히토                                   | 니시야 야스유키                                   | 니시야 야스유키                                   | 니시야 야스유키                                   | 니시야 야스유키                                   | 오노사토 야스오                                   | 니시야 야스유키                                   | 니시야 야스유키                                   |
| 애니메이션 프로듀서 | 나카타케 테츠야                                   | 나카타케 테츠야                                   | 나카타케 테츠야                                   | 나카타케 테츠야                                   | 나카타케 테츠야                                   | 마츠나가 리히토                                   | 카와고에 와타루                                   | 카와고에 와타루                                   | 카와고에 와타루                                   |

|                 | 제1기                                                      | 제2기                                                      | 제3기 Part.1                                               | 제3기 Part.2                                               | 제4기 Part.1                                                     | 제4기 Part.2                                                     | 완결편 (전편)                                                    | 완결편 (후편)                                                    |
| --------------- | ---------------------------------------------------------- | ---------------------------------------------------------- | ---------------------------------------------------------- | ---------------------------------------------------------- | ---------------------------------------------------------------- | ---------------------------------------------------------------- | ---------------------------------------------------------------- | ---------------------------------------------------------------- |
| 원작            | 이사야마 하지메                                            | 이사야마 하지메                                            | 이사야마 하지메                                            | 이사야마 하지메                                            | 이사야마 하지메                                                  | 이사야마 하지메                                                  | 이사야마 하지메                                                  | 이사야마 하지메                                                  |
| 감독            | 아라키 테츠로(제2기와 제3기는 총감독)                      | 아라키 테츠로(제2기와 제3기는 총감독)                      | 아라키 테츠로(제2기와 제3기는 총감독)                      | 아라키 테츠로(제2기와 제3기는 총감독)                      | 하야시 유이치로                                                  | 하야시 유이치로                                                  | 하야시 유이치로                                                  | 하야시 유이치로                                                  |
| 감독            | -                                                          | 코이즈카 마사시                                            | 코이즈카 마사시                                            | 코이즈카 마사시                                            | 하야시 유이치로                                                  | 하야시 유이치로                                                  | 하야시 유이치로                                                  | 하야시 유이치로                                                  |
| 치프 연출       | -                                                          | -                                                          | -                                                          | -                                                          | 시시도 준                                                        | 시시도 준                                                        | 시시도 준                                                        | 시시도 준                                                        |
| 조감독          | 코이즈카 마사시                                            | -                                                          | -                                                          | 와카노 테츠야                                              | -                                                                | -                                                                | -                                                                | -                                                                |
| 조감독          | 타나카 히로유키                                            |                                                            |                                                            | 와카노 테츠야                                              | -                                                                | -                                                                | -                                                                | -                                                                |
| 시리즈 구성     | 코바야시 야스코                                            | 코바야시 야스코                                            | 코바야시 야스코                                            | 코바야시 야스코                                            | 세코 히로시                                                      | 세코 히로시                                                      | 세코 히로시                                                      | 세코 히로시                                                      |
| 캐릭터 디자인   | 아사노 쿄지                                                | 아사노 쿄지                                                | 아사노 쿄지                                                | 아사노 쿄지                                                | 키시 토모히로                                                    | 키시 토모히로                                                    | 키시 토모히로                                                    | 키시 토모히로                                                    |
| 거인 설정       | 치바 타카아키                                              | 치바 타카아키                                              | 치바 타카아키                                              | 치바 타카아키                                              | 치바 타카아키                                                    | 치바 타카아키                                                    | -                                                                | -                                                                |
| 거인 설정       | -                                                          | -                                                          | -                                                          | -                                                          | 사노 타카유키                                                    | 사노 타카유키                                                    | 사노 타카유키                                                    | 사노 타카유키                                                    |
| 거인 설정       | -                                                          | -                                                          | -                                                          | -                                                          | 이케다 사토시, 코마츠 히로코, 키쿠치 토시히로                    | 에마 카즈타카, 오다 히로야스, 츠치야 료스케                      | 에마 카즈타카                                                    | 에마 카즈타카, 츠치야 료스케                                     |
| 프롭 디자인     | 코이즈카 마사시                                            | 에비스 타쿠마                                              | 에비스 타쿠마                                              | 에비스 타쿠마                                              | 오오미네 테루유키, 카토 마사유키, 히사기 아키츠구, 츠치야 료스케 | 오오미네 테루유키, 카토 마사유키, 히사기 아키츠구, 츠치야 료스케 | 오오미네 테루유키, 카토 마사유키, 히사기 아키츠구, 츠치야 료스케 | 오오미네 테루유키, 카토 마사유키, 히사기 아키츠구, 츠치야 료스케 |
| 프롭 디자인     | -                                                          | -                                                          | -                                                          | 테지마 마이                                                | 아사누마 신야                                                    | 아사누마 신야                                                    | 스기모토 미셸                                                    | 스기모토 미셸                                                    |
| 비주얼 컨셉     | 모리야마 요우                                              | 모리야마 요우                                              | 모리야마 요우                                              | 모리야마 요우                                              | -                                                                | -                                                                | -                                                                | -                                                                |
| 미술 감독       | 요시하라 슌이치로                                          | 요시하라 슌이치로                                          | 요시하라 슌이치로                                          | 요시하라 슌이치로                                          | 오구라 카즈오                                                    | 네모토 쿠나아키                                                  | 네모토 쿠나아키                                                  | 네모토 쿠나아키                                                  |
| 미술 설정       | 타니우치 유호                                              | 타니우치 유호                                              | 타니우치 유호                                              | 타니우치 유호                                              | 스에 노부히토, 타다 슈헤이, 이라나미 리사                        | 스에 노부히토, 타다 슈헤이, 이라나미 리사                        | 스에 노부히토, 타다 슈헤이, 타키자와 마나미, 치완팅              | 스에 노부히토, 타다 슈헤이, 타키자와 마나미, 치완팅              |
| 미술 설정       | -                                                          | -                                                          | 후지이 카즈시                                              | 후지이 카즈시                                              | 타카하타 사토시, 타니우치 유호, 사사지마 케이이치                | -                                                                | 스에 노부히토, 타다 슈헤이, 타키자와 마나미, 치완팅              | 스에 노부히토, 타다 슈헤이, 타키자와 마나미, 치완팅              |
| 색채 설계       | 하시모토 사토시                                            | 하시모토 사토시                                            | 하시모토 사토시                                            | 하시모토 사토시                                            | 스에나가 준코                                                    | 오오니시 이츠쿠                                                  | 오오니시 이츠쿠                                                  | 오오니시 이츠쿠                                                  |
| 촬영 감독       | 야마다 카즈히로                                            | 야마다 카즈히로                                            | 야마다 카즈히로                                            | 야마다 카즈히로                                            | 아사카와 시게키                                                  | 아사카와 시게키                                                  | 아사카와 시게키                                                  | 아사카와 시게키                                                  |
| 편집            | 히다 아야                                                  | 히다 아야                                                  | 히다 아야                                                  | 히다 아야                                                  | 요시타케 마사토                                                  | 요시타케 마사토                                                  | 요시타케 마사토                                                  | 요시타케 마사토                                                  |
| 3DCG 감독       | 야무타 슈헤이                                              | 히로즈미 시게노리                                          | 히로즈미 시게노리                                          | 히로즈미 시게노리                                          | 우에조노 타카히로                                                | 우에조노 타카히로, 이케다 스바루                                 | 우에조노 타카히로, 이케다 스바루                                 | 우에조노 타카히로, 이케다 스바루                                 |
| 음향 감독       | 미마 마사후미                                              | 미마 마사후미                                              | 미마 마사후미                                              | 미마 마사후미                                              | 미마 마사후미                                                    | 미마 마사후미                                                    | 미마 마사후미                                                    | 미마 마사후미                                                    |
| 음향 효과       | 쿠라하시 시즈오, 야마타니 나오토                           | 쿠라하시 시즈오, 야마타니 나오토                           | 쿠라하시 시즈오, 야마타니 나오토                           | 쿠라하시 시즈오, 야마타니 나오토                           | 쿠라하시 시즈오, 야마타니 나오토                                 | 쿠라하시 시즈오, 야마타니 나오토                                 | 쿠라하시 시즈오, 야마타니 나오토                                 | 쿠라하시 시즈오, 야마타니 나오토                                 |
| 음향 제작       | 테크노 사운드                                              | 테크노 사운드                                              | 테크노 사운드                                              | 테크노 사운드                                              | 테크노 사운드                                                    | 테크노 사운드                                                    | 테크노 사운드                                                    | 테크노 사운드                                                    |
| 음악            | 사와노 히로유키                                            | 사와노 히로유키                                            | 사와노 히로유키                                            | 사와노 히로유키                                            | 사와노 히로유키                                                  | 사와노 히로유키                                                  | 사와노 히로유키                                                  | 사와노 히로유키                                                  |
| 음악            |                                                            |                                                            |                                                            | KOHTA YAMAMOTO                                             |                                                                  |                                                                  |                                                                  |                                                                  |
| 음악 제작       | 포니 캐년                                                  | 포니 캐년                                                  | 포니 캐년                                                  | 포니 캐년                                                  | 포니 캐년                                                        | 포니 캐년                                                        | 포니 캐년                                                        | 포니 캐년                                                        |
| 애니메이션 제작 | WIT STUDIO                                                 | WIT STUDIO                                                 | WIT STUDIO                                                 | WIT STUDIO                                                 | MAPPA                                                            | MAPPA                                                            | MAPPA                                                            | MAPPA                                                            |
| 제작            | 진격의 거인 제작위원회(TV) 진격의 거인 OAD 제작위원회(OAD) | 진격의 거인 제작위원회(TV) 진격의 거인 OAD 제작위원회(OAD) | 진격의 거인 제작위원회(TV) 진격의 거인 OAD 제작위원회(OAD) | 진격의 거인 제작위원회(TV) 진격의 거인 OAD 제작위원회(OAD) | 진격의 거인 The Final Season 제작위원회                          | 진격의 거인 The Final Season 제작위원회                          | 진격의 거인 The Final Season 제작위원회                          | 진격의 거인 The Final Season 제작위원회                          |

## 주제가

### TV 애니메이션 / OAD 주제가
| 작품  | 화수                          | 곡명                                                        | 노래                          | 작사    | 작곡    | 편곡          |
| ----- | ----------------------------- | ----------------------------------------------------------- | ----------------------------- | ------- | ------- | ------------- |
| 제1기 | #01 - #13.5 OAD#3.5·3.25·3.75 | 홍련의 화살 (紅蓮の弓矢 구렌노유미야[*])                    | Linked Horizon(Sound Horizon) | Revo    | Revo    | Revo          |
| 제1기 | #14 - #25 OAD#0.5A&B          | 자유의 날개 (自由の翼 지유우노츠바사[*])                    | Linked Horizon(Sound Horizon) | Revo    | Revo    | Revo          |
| 제2기 | #26 - #37                     | 심장을 바쳐라! (心臓を捧げよ！ 신조우오사사게요![*])        | Linked Horizon(Sound Horizon) | Revo    | Revo    | Revo          |
| 제3기 | #38 - #49                     | Red Swan                                                    | YOSHIKI feat. hyde            | YOSHIKI | YOSHIKI | YOSHIKI       |
| 제3기 | #50 - #54 #56, #58 - #59      | 동경과 시체의 길 (憧憬と屍の道 쇼우케이토시카바네노미치[*]) | Linked Horizon                | Revo    | Revo    | Revo          |
| 제4기 | #60 - #75                     | 나의 전쟁 (僕の戦争 보쿠노센소우[*])                        | 신세이카맛테찬                | 노코    | 노코    | 우미노 메구미 |
| 제4기 | #76 - #86                     | The Rumbling                                                | SiM                           | MAH     | SiM     | SiM           |
| 제4기 | #88 - #93 완결편 (각화판)     | 최후의 거인 (最後の巨人 사이고노쿄진[*])                    | Linked Horizon                | Revo    | Revo    | Revo          |

| 작품  | 화수                             | 곡명                                                                  | 노래           | 작사            | 작곡            | 편곡                   |
| ----- | -------------------------------- | --------------------------------------------------------------------- | -------------- | --------------- | --------------- | ---------------------- |
| 제1기 | #02 - #13.5 OAD#3.5·3.25·3.75??? | 아름답고도 잔혹한 세계 (美しき残酷な世界 우츠쿠시키잔코쿠나세카이[*]) | 히카사 요코    | 마이크 스기야마 | 이시즈카 레이   | 네기시 타카유키        |
| 제1기 | #14 - #25 OAD#0.5A&B             | great escape                                                          | cinema staff   | 미시마 소우헤이 | cinema staff    | 카메다 세이지          |
| 제1기 | OAD#16.5A&B                      | Call your name 〈Gv〉                                                 | Gemie          | mpi             | 사와노 히로유키 | 사와노 히로유키        |
| 제2기 | #26 - #37                        | 황혼의 새 (夕暮れの鳥 유우구레노토리[*])                              | 신세이카맛테찬 | 노코            | 노코            | 신세이카맛테찬         |
| 제3기 | #39 - #49                        | 새벽의 진혼가 (暁の鎮魂歌 아카츠키노친콘카[*])                        | Linked Horizon | Revo            | Revo            | Revo                   |
| 제3기 | #50 - #58                        | Name of Love                                                          | cinema staff   | 미시마 소우헤이 | 노무라 요이치로 | 쿠마가이 아키라        |
| 제4기 | #60 - #75                        | 충격 (衝撃 쇼우게키[*])                                               | 안도 유코      | 안도 유코       | 안도 유코       | Shigekuni              |
| 제4기 | #76 - #86 #82, 인스트루멘탈 버전 | 악마의 아이 (悪魔の子 아쿠마노코[*])                                  | 히구치 아이    | 히구치 아이     | 히구치 아이     | 카네마츠 슈            |
| 제4기 | #88 - #94 완결편 (각화판)        | 다녀와 (いってらっしゃい 잇테랏샤이[*])                               | 히구치 아이    | 히구치 아이     | 히구치 아이     | Yamato Kasai from Mili |

| 작품         | 곡명 | 노래           | 작사 | 작곡 | 편곡 |
| ------------ | --- | -------------- | ---- | ---- | ---- |
| 완결편(전편) | UNDER THE TREE | SiM            | MAH  | SiM  | SiM  |
| 완결편(후편) | 2천 년… 혹은… 2만 년 후의 너에게・・・ (二千年… 若しくは… 二万年後の君へ・・・ 니센넨… 모시쿠와… 니만넨고노키미에・・・[*]) | Linked Horizon | Revo | Revo | Revo |

### 삽입곡
| 화수       | 곡명                                                  | 노래     | 작사                 | 작곡            | 편곡            |
| ---------- | ----------------------------------------------------- | -------- | -------------------- | --------------- | --------------- |
| OAD#0.5A&B | 언제나 그랬듯이 (So ist es immer 조이스트에스임머[*]) | Benjamin | Rie & Benjamin & mpi | 사와노 히로유키 | 사와노 히로유키 |

### 극장판
| 작품                    | 제목             | 곡명 | 노래           | 작사           | 작곡            | 편곡            |
| ----------------------- | ---------------- | --- | -------------- | -------------- | --------------- | --------------- |
| 제1기 극장판            | 전편 홍련의 화살 | 홍련의 좌표 (紅蓮の座標 구렌노자효우[*])                                                                                    | Linked Horizon | Revo           | Revo            | Revo            |
| 제1기 극장판            | 후편 자유의 날개 | 자유의 대가 (自由の代償 지유우노다이쇼우[*])                                                                                | Linked Horizon | Revo           | Revo            | Revo            |
| 제2기 극장판            | 각성의 포효      | Barricades（MOVIEver.） | Yosh           | Benjamin & mpi | 사와노 히로유키 | 사와노 히로유키 |
| The Final Season 극장판 | THE LAST ATTACK  | 2천 년… 혹은… 2만 년 후의 너에게・・・ (二千年… 若しくは… 二万年後の君へ・・・ 니센넨… 모시쿠와… 니만넨고노키미에・・・[*]) | Linked Horizon | Revo           | Revo            | Revo            |

| 작품         | 제목             | 곡명         | 노래                                | 작사                 | 작곡            | 편곡            |
| ------------ | ---------------- | ------------ | ----------------------------------- | -------------------- | --------------- | --------------- |
| 제1기 극장판 | 전편 홍련의 화살 | YAMANAIAME   | Mica Caldito & mpi & Mika Kobayashi | Benjamin & mpi       | 사와노 히로유키 | 사와노 히로유키 |
| 제1기 극장판 | 후편 자유의 날개 | theDOGS      | mpi                                 | Benjamin & mpi       | 사와노 히로유키 | 사와노 히로유키 |
| 총집편       | 크로니클         | AOT2013-2019 | Eliana & Laco                       | Rie & Benjamin & mpi | 사와노 히로유키 | 사와노 히로유키 |

## 방영 목록

### 제1기
| 화수           | 제목                                                                                   | 각본            | 그림 콘티                                     | 연출                                                        | 작화 감독 | 거인 작화 감독 | 액션 작화 감독                                          | 총작화 감독               | 방송일         |
| -------------- | -------------------------------------------------------------------------------------- | --------------- | --------------------------------------------- | ----------------------------------------------------------- | --- | -------------- | ------------------------------------------------------- | ------------------------- | -------------- |
| #01            | 二千年後の君へ ―シガンシナ陥落 (1)― 2천 년 후의 너에게 ― 시간시나 함락 ①―              | 코바야시 야스코 | 아라키 테츠로                                 | 아라키 테츠로 타나카 히로유키                               | 치바 타카아키 키쿠치 토시히로 핫토리 이치로 | -              | 에바라 야스유키 이마이 아리후미                         | 아사노 쿄지               | 2013년 4월 7일 |
| #02            | その日 ―シガンシナ陥落 (2)― 그 날 ― 시간시나 함락 ②―                                   | 코바야시 야스코 | 코이즈카 마사시                               | 코이즈카 마사시                                             | 테즈카 쿄헤이 야마다 아유미 카도와키 사토시 | -              | 이마이 아리후                                           | 카도와키 사토시           | 4월 14일       |
| #03            | 絶望の中で鈍く光る ―人類の再起 (1)― 절망 속에서 희미하게 빛나다 ― 인류의 재기 ①―       | 세코 히로시     | 오오하라 미노루                               | 후쿠모토 키요시                                             | 미야자키 사토미 쿠도 아키코 시미즈 카츠유키 오노 요코 무라카미 류이치 미야케 유이치로 타케우치 아키라                                                                                 | -              | 이마이 아리후                                           | 아사노 쿄지 치바 타카아키 | 4월 21일       |
| #04            | 解散式の夜 ―人類の再起 (2)― 해산식 밤 ― 인류의 재기 ②―                                 | 코바야시 야스코 | 벳쇼 마코토                                   | 벳쇼 마코토                                                 | 하세가와 미치오 사이토 다이스케 미야자키 사토미 타테자키 히로시 사토 토시유키 시미즈 카츠유키 시바타 켄지 사카이 사토시                                                               | -              | 에바라 야스유키                                         | 카도와키 사토시           | 4월 28일       |
| #05            | 初陣 ―トロスト区攻防戦 (1)― 첫 출진 ― 트로스트 구 공방전 ①―                            | 세코 히로시     | 에자키 신페이                                 | 에자키 신페이                                               | 야마다 아유미 세키구치 료스케 카와이 준 | -              | 이마이 아리후미                                         | 아사노 쿄지               | 5월 5일        |
| #06            | 少女が見た世界 ―トロスト区攻防戦 (2)― 소녀가 본 세계 ― 트로스트 구 공방전 ②―           | 세코 히로시     | 오오하라 미노루                               | 이케다 토모미                                               | 미야이 카나 호시노 레이카 타나카 미호 | -              | 세라 유코 에바라 야스유키                               | 카도와키 사토시           | 5월 12일       |
| #07            | 小さな刃 ―トロスト区攻防戦 (3)― 작은 칼날 ― 트로스트 구 공방전 ③―                      | 세코 히로시     | 타치카와 유즈루                               | 타치카와 유즈루                                             | 치바 타카아키 테즈카 쿄헤이 | -              | 이마이 아리후미                                         | 아사노 쿄지               | 5월 19일       |
| #08            | 心臓の鼓動が聞こえる ―トロスト区攻防戦 (4)― 심장 소리가 들린다 ― 트로스트 구 공방전 ④― | 타카기 노보루   | 히라타 토모히로                               | 미나미카와 타츠마 키쿠치 토시히로 에자키 신페이             | 키쿠치 토시히로 야마다 아유미 하세가와 히토미 | 치바 타카아키  | 에바라 야스유키                                         | 카도와키 사토시           | 5월 26일       |
| #09            | 左腕の行方 ―トロスト区攻防戦 (5)― 왼팔의 행방 ― 트로스트 구 공방전 ⑤―                  | 코바야시 야스코 | 야마모토 히데요                               | 후지와라 요시유키                                           | 코이즈미 하츠에 미야자키 사토미 사이토 다이스케 사카이 사토시 | 치바 타카아키  | 세라 유코                                               | 아사노 쿄지               | 6월 2일        |
| #10            | 応える ―トロスト区攻防戦 (6)― 부응하다 ― 트로스트 구 공방전 ⑥―                         | 세코 히로시     | 타나카 히로유키                               | 타나카 히로유키                                             | 세키구치 료스케 야마모토 유코 야마무라 토시유키 키타다 카츠히코 | 치바 타카아키  | 이마이 아리후미                                         | 카도와키 사토시           | 6월 9일        |
| #11            | 偶像 ―トロスト区攻防戦 (7)― 우상 ― 트로스트 구 공방전 ⑦―                               | 세코 히로시     | 오오하라 미노루                               | 후쿠모토 키요시                                             | 야마자키 테루히코 미야자키 사토미 코이즈미 하츠에 사이토 다이스케 사카이 사토시 타테자키 히로시                                                                                       | 치바 타카아키  | 에바라 야스유키                                         | 아사노 쿄지               | 6월 16일       |
| #12            | 傷 ―トロスト区攻防戦 (8)― 상처 ― 트로스트 구 공방전 ⑧―                                 | 타카기 노보루   | 야지마 사코미                                 | 이토가 신타로                                               | 키쿠치 토시히로 테즈카 쿄헤이 치바 타카아키 | 치바 타카아키  | 세라 유코                                               | 카도와키 사토시           | 6월 23일       |
| #13            | 原初的欲求 ―トロスト区攻防戦 (9)― 원초적 욕구 ― 트로스트 구 공방전 ⑨―                  | 타카기 노보루   | 코이즈카 마사시                               | 코이즈카 마사시                                             | 야마다 아유미 타나카 하루카 토미타 메구미 | 치바 타카아키  | 이마이 아리후미                                         | 아사노 쿄지               | 6월 30일       |
| #13.5 (총집편) | あの日から                                                                             | -               | -                                             | -                                                           | - | -              | -                                                       | -                         | 7월 7일        |
| #14            | まだ目を見れない ―反撃前夜 (1)― 아직 눈을 볼 수 없다 ― 반격전야 ①―                     | 코바야시 야스코 | 야지마 사코미                                 | 에자키 신페이 오오니시 케이스케                             | 하세가와 히토미 야마모토 유코 니시오 치에 | -              | 에바라 야스유키                                         | 카도와키 사토시           | 7월 14일       |
| #15            | 特別作戦班 ―反撃前夜 (2)― 특별 작전반 ― 반격전야 ②―                                    | 세코 히로시     | 사사지마 케이이치                             | 후쿠모토 키요시                                             | 미야자키 사토미 코이즈미 하츠에 사이토 다이스케 사카이 사토시 | 치바 타카아키  | 세라 유코                                               | 아사노 쿄지               | 7월 21일       |
| #16            | 今、何をすべきか ―反撃前夜 (3)― 지금 해야 할 일 ― 반격전야 ③―                          | 코바야시 야스코 | 야지마 사코미                                 | 무로야 야스시 오오니시 케이스케                             | 미야자키 사토미 사토 토시유키 야마무라 토시유키 키쿠치 토시히로 사카이 사토시 노자키 신이치                                                                                           | 치바 타카아키  | 에바라 야스유키                                         | 카도와키 사토시           | 7월 28일       |
| #17            | 女型の巨人 ―第57回壁外調査 (1)― 여성형 거인 ― 제57회 벽 외 조사 ①―                     | 세코 히로시     | 토쿠도 다이스케                               | 토쿠도 다이스케 코이즈카 마사시                             | 치바 타카아키 야마다 아유미 테즈카 쿄헤이 | 치바 타카아키  | -                                                       | 아사노 쿄지               | 8월 4일        |
| #18            | 巨大樹の森 ―第57回壁外調査 (2)― 거대나무 숲 ― 제57회 벽 외 조사 ②―                     | 세코 히로시     | 와카바야시 신                                 | 와카바야시 신 타나카 히로유키                               | 키타다 카츠히코 타나카 하루카 토미타 메구미 야마모토 유코 | 치바 타카아키  | 이마이 아리후미                                         | 카도와키 사토시           | 8월 11일       |
| #19            | 噛みつく ―第57回壁外調査 (3)― 물어뜯다 ― 제57회 벽 외 조사 ③―                          | 타카기 노보루   | 히라타 토모히로                               | 이케다 토모미 후쿠모토 키요시                               | 미야미 카나 타나카 미호 호시노 레이카 이시이 유미코 사토 토시유키 미야자키 사토미 | 치바 타카아키  | 세라 유코                                               | 아사노 쿄지               | 8월 18일       |
| #20            | エルヴィン・スミス ―第57回壁外調査 (4)― 엘빈 스미스 ― 제57회 벽 외 조사 ④―             | 코바야시 야스코 | 야지마 사코미                                 | 이토가 신타로                                               | 사토 미치오 미야자키 사토미 하세가와 히토미 | 치바 타카아키  | 에바라 야스유키                                         | 카도와키 사토시           | 8월 25일       |
| #21            | 鉄槌 ―第57回壁外調査 (5)― 철퇴 ― 제57회 벽 외 조사 ⑤―                                  | 타카기 노보루   | 히라타 토모히로                               | 타나카 히로유키 무로야 야스시                               | 치바 타카아키 테즈카 쿄헤이 야마다 아유미 | 치바 타카아키  | 이마이 아리후미 세라 유코                               | 아사노 쿄지               | 9월 1일        |
| #22            | 敗者達 ―第57回壁外調査 (6)― 패배자들 ― 제57회 벽 외 조사 ⑥―                            | 타카기 노보루   | 에자키 신페이                                 | 에자키 신페이 벳쇼 마코토                                   | 토미타 메구미 야마모토 유코 타나카 하루카 사이토 다이스케 | 치바 타카아키  | 세라 유코 사토 마사유키                                 | 카도와키 사토시           | 9월 8일        |
| #23            | 微笑み ―ストヘス区急襲 (1)― 미소 ― 스토헤스 구 급습 ①―                                 | 세코 히로시     | 코마츠다 다이젠                               | 야마다 히로카즈                                             | 하세가와 히토미 사토 요코 후지타 마사유키 세라 코타 스기사키 유카 노무라 마사시 김대훈                                                                                                | -              | 에바라 야스유키                                         | 아사노 쿄지               | 9월 15일       |
| #24            | 慈悲 ―ストヘス区急襲 (2)― 자비 ― 스토헤스 구 급습 ②―                                   | 코바야시 야스코 | 요코야마 아키토시                             | 요코야마 아키토시 타나카 히로유키                           | 치바 타카아키 테즈카 쿄헤이 야마다 아유미 | -              | 에바라 야스유키 이마이 아리후미                         | 카도와키 사토시           | 9월 22일       |
| #25            | 壁 ―ストヘス区急襲 (3)― 벽 ― 스토헤스 구 급습 ③―                                       | 코바야시 야스코 | 아라키 테츠로 코이즈카 마사시 히라타 토모히로 | 아라키 테츠로 코이즈카 마사시 이토가 신타로 토쿠도 다이스케 | 사토 요코 미야자키 사토미 타나카 하루카 야마모토 유코 에비스 타쿠마 하세가와 히토미 스기사키 유카 토미타 메구미 야마다 아유미 테즈카 쿄헤이 치바 타카아키 카도와키 사토시 아사노 쿄지 | 치바 타카아키  | 사토 마사유키 세라 유코 에바라 야스유키 이마이 아리후미 | 아사노 쿄지               | 9월 29일       |

### 제2기
| 화수 | 제목                  | 각본            | 그림 콘티                     | 연출                                                          | 작화 감독 | 거인 작화 감독 | 액션 작화 감독                          | 총작화 감독                               | 방송일         |
| ---- | --------------------- | --------------- | ----------------------------- | ------------------------------------------------------------- | --- | -------------- | --------------------------------------- | ----------------------------------------- | -------------- |
| #26  | 獣の巨人 짐승 거인    | 코바야시 야스코 | 코이즈카 마사시               | 타나카 히로유키                                               | 아사노 쿄지 치바 타카아키 오오스기 나오히로                                                                                               | -              | 에비스 타쿠마                           | 아사노 쿄지                               | 2017년 4월 1일 |
| #27  | ただいま 다녀왔어     | 코바야시 야스코 | 코이즈카 마사시               | 이바타 요시히데                                               | 야마다 아유미 카토 미호 야마모토 유코 이나요시 아사코                                                                                     | -              | 세라 유코                               | 야마다 아유미                             | 4월 8일        |
| #28  | 南西へ 남서쪽으로     | 세코 히로시     | 마키하라 료타로               | 이무라 켄지                                                   | 노자키 아츠코 아라오 히데유키 | -              | 에비스 타쿠마                           | 카도와키 사토시                           | 4월 15일       |
| #29  | 兵士 병사             | 세코 히로시     | 이와타키 사토시               | 에조에 히토미                                                 | 아사노 쿄지 테즈카 쿄헤이 야마시타 메구미 카도쿠라 요코 오오스기 나오히로                                                                 | -              | 이마이 아리후미                         | 아사노 쿄지                               | 4월 22일       |
| #30  | ヒストリア 히스토리아 | 코바야시 야스코 | 와카노 테츠야 히라오 타카유키 | 와카노 테츠야                                                 | 이나요시 아사코 치바 타카아키 아라오 히데유키 카토 마유코 야마다 아유미                                                                   | -              | 세라 유코                               | 야마다 아유미                             | 4월 29일       |
| #31  | 戦士 전사             | 세코 히로시     | 타나카 히로유키               | 타나카 히로유키                                               | 카도와키 사토시 오오스기 나오히로 카토 미호 야마모토 유코                                                                                 | -              | 에비스 타쿠마                           | 카도와키 사토시                           | 5월 6일        |
| #32  | 打・投・極 타 투 극   | 세코 히로시     | 히라오 타카유키               | 히라오 타카유키                                               | 아라오 히데유키 노자키 아츠코 치바 타카아키 카토 마유코 키쿠치 토시히로                                                                   | 치바 타카아키  | 이마이 아리후미 에비스 타쿠마           | 아사노 쿄지                               | 5월 13일       |
| #33  | 追う者 쫓는 자        | 코바야시 야스코 | 마키하라 료타로               | 카와이 유미                                                   | 테즈카 쿄헤이 카도쿠라 요코 요코야마 아이 무로야마 쇼코 야마다 아유미                                                                     | -              | 세라 유코                               | 야마다 아유미                             | 5월 20일       |
| #34  | 開口 입을 열다        | 코바야시 야스코 | 이바타 요시히데               | 이바타 요시히데                                               | 오오스기 나오히로 카토 미호 미야자키 사토미 야마모토 유코 마루후지 키요타카                                                               | -              | -                                       | 카도와키 사토시                           | 5월 27일       |
| #35  | 子供達 아이들         | 세코 히로시     | 미야지☆마사유키               | 이무라 켄지                                                   | 치바 타카아키 야마시타 메구미 아사노 쿄지 아라오 히데유키 마루후지 키요타카 미야자키 사토미 오오스기 나오히로 카도쿠라 요코 야마모토 유코 | -              | 에비스 타쿠마                           | 아사노 쿄지                               | 6월 3일        |
| #36  | 突撃 돌격             | 세코 히로시     | 히라오 타카유키               | 타나카 히로유키 아카마츠 야스히로                             | 야마다 아유미 아사노 쿄지 치바 타카아키 테즈카 쿄헤이 마루후지 키요타카 카토 미호 카도쿠라 요코                                           | -              | 이마이 아리후미 세라 유코               | 야마다 아유미                             | 6월 10일       |
| #37  | 叫び 외침             | 코바야시 야스코 | 사토 유조 마키하라 료타로     | 아라키 테츠로 키쿠치 토시히로 히라오 타카유키 이바타 요시히데 | 미야자키 사토미 키쿠치 토시히로 오오스기 나오히로 테즈카 쿄헤이 하세가와 히토미 치바 타카아키 카토 미호 야마모토 유코                     | -              | 에비스 타쿠마 이마이 아리후미 세라 유코 | 카도와키 사토시 아사노 쿄지 야마다 아유미 | 6월 17일       |

### 제3기
| 화수   | 제목                            | 각본            | 그림 콘티                     | 연출                                                | 작화 감독 | 거인 작화 감독 | 액션 작화 감독                          | 총작화 감독                 | 방송일          |
| Part 1 | Part 1                          | Part 1          | Part 1                        | Part 1                                              | Part 1 | Part 1         | Part 1                                  | Part 1                      | Part 1          |
| ------ | ------------------------------- | --------------- | ----------------------------- | --------------------------------------------------- | --- | -------------- | --------------------------------------- | --------------------------- | --------------- |
| #38    | 狼煙 봉화                       | 코바야시 야스코 | 코이즈카 마사시               | 타나카 히로유키                                     | 치바 타카아키 미야자키 사토미 오오스기 나오히로 | -              | 에비스 타쿠마                           | 아사노 쿄지                 | 2018년 7월 23일 |
| #39    | 痛み 고통                       | 코바야시 야스코 | 히라오 타카유키               | 이토가 신타로                                       | 토미타 메구미 테지마 마이 타무라 야스호 | -              | 이마이 아리후미 세라 유코               | 카도와키 사토시             | 7월 30일        |
| #40    | 昔話 옛 이야기                  | 세코 히로시     | 모리타 히로유키               | 히라무키 토모코                                     | 야마모토 유코 오오스기 나오히로 치바 타카아키 | -              | 세라 유코                               | 아사노 쿄지                 | 8월 6일         |
| #41    | 信頼 신뢰                       | 세코 히로시     | 마키하라 료타로               | 사쿠라니와 아이코                                   | 치바 타카아키 미야자키 사토미 테지마 마이 | -              | 에비스 타쿠마                           | 카도와키 사토시             | 8월 13일        |
| #42    | 回答 회답                       | 코바야시 야스코 | 카와지리 요시아키             | 코무로 미라이                                       | 토미타 메구미 타무라 야스호 | -              | -                                       | 아사노 쿄지                 | 8월 20일        |
| #43    | 罪 죄                           | 세코 히로시     | 이토 토모히코                 | 카와하라 류타                                       | 하세가와 히토미 야마모토 유코 오오스기 나오히로 미야자키 사토미 | -              | 에비스 타쿠마                           | 카도와키 사토시             | 8월 27일        |
| #44    | 願い 소망                       | 세코 히로시     | 사토 유조                     | 타나카 히로유키 안도 타카시                         | 치바 타카아키 토미타 메구미 미야자키 사토미 테지마 마이 타무라 야스호 야마모토 유코 | -              | 이마이 아리후미 세라 유코               | 아사노 쿄지                 | 9월 3일         |
| #45    | オルブド区外壁 오르부드 구 외벽 | 코바야시 야스코 | 모리타 히로유키               | 아사미 마츠오 히가시 료스케                         | 오오스기 나오히로 이자와 타마미 토미타 메구미 테지마 마이 미우라 타케히로 타나카 마사아키 타무라 야스호 코이즈카 마사시                                                                                     | -              | 에비스 타쿠마                           | 카도와키 사토시             | 9월 10일        |
| #46    | 壁の王 벽의 왕                  | 세코 히로시     | 히구치 신지 아카마츠 야스히로 | 아카마츠 야스히로                                   | 테즈카 쿄헤이 야마모토 유코 미야자키 사토미 치바 타카아키 | -              | 이마이 아리후미 에비스 타쿠마 세라 유코 | 아사노 쿄지                 | 9월 17일        |
| #47    | 友人 친구                       | 세코 히로시     | 미야지☆마사유키               | 이토가 신타로 사쿠라니와 아이코                     | 타무라 야스호 세라 유코 하세가와 히토미 치바 타카아키 테지마 마이 타나카 마사아키 미야무라 아키라 토미타 메구미                                                                                             | -              | 에비스 타쿠마                           | 카도와키 사토시             | 9월 24일        |
| #48    | 傍観者 방관자                   | 코바야시 야스코 | 하라 히로시                   | 아사미 마츠오 안도 켄 우치다 신고                   | 미야자키 사토미 미우라 타케히로 오오스기 나오히로 야마모토 유코 쿠도 다이세이 치바 타카아키 에비스 타쿠마 토미타 메구미 하세가와 히토미 타나카 마사아키 테지마 마이 타무라 야스호 미야무라 아키라 팽양      | -              | 세라 유코                               | 아사노 쿄지                 | 10월 8일        |
| #49    | 奪還作戦の夜 탈환 작전의 밤     | 세코 히로시     | 나가누마 노리히로             | 안도 타카시 아카마츠 야스히로                       | 시모죠 유미 마스타니 유키 카와사키 레이나 테즈카 쿄헤이 야마시타 메구미 이자와 타마미 치바 타카아키 토미타 메구미 타나카 마사아키 아사노 쿄지 쿠도 다이세이 테지마 마이 하세가와 히토미 미야자키 사토미     | -              | 에비스 타쿠마                           | 카도와키 사토시 아사노 쿄지 | 10월 15일       |
| Part 2 |                                 |                 |                               |                                                     | |                |                                         |                             |                 |
| #50    | はじまりの街 시작의 마을        | 코바야시 야스코 | 미야지☆마사유키               | 타나카 히로유키 테지마 마이                         | 미야자키 사토미 치바 타카아키 오오스기 나오히로 | 치바 타카아키  | 에비스 타쿠마                           | 아사노 쿄지                 | 2019년 4월 29일 |
| #51    | 雷槍 뇌창                       | 세코 히로시     | 요코야마 아키토시             | 요코야마 아키토시 아카마츠 야스히로                 | 키쿠치 토시히로 타무라 야스호 미야자키 사토미 치바 타카아키 오오스기 나오히로 | -              | 이마이 아리후미 미키 타츠야             | 카도와키 사토시             | 5월 6일         |
| #52    | 光臨 광림                       | 세코 히로시     | 마사사 이토                   | 우치다 신고 타카하시 켄지 테지마 마이 에조에 히토미 | 마스타니 유키 이자와 타마미 카와사키 레이나 야마시타 메구미 토쿠다 유메노스케 오오스기 나오히로 | 치바 타카아키  | 하시모토 나오후미                       | 아사노 쿄지                 | 5월 13일        |
| #53    | 퍼펙트게임                      | 세코 히로시     | 무라타 카즈야                 | 와카노 테츠야                                       | 시모죠 유미 치바 타카아키 야마모토 유코 미야무라 아키라 팽양 키쿠치 토시히로 | 치바 타카아키  | 에비스 타쿠마                           | 카도와키 사토시             | 5월 20일        |
| #54    | 勇者 용자                       | 세코 히로시     | 요코야마 아키토시             | 요코야마 아키토시 카네모리 요코 아라키 테츠로       | 치바 타카아키 오오스기 나오히로 키쿠치 토시히로 미야자키 사토미 미야무라 아키라 타무라 야스호 에비스 타쿠마                                                                                                 | 치바 타카아키  | 이마이 아리후미                         | 아사노 쿄지                 | 5월 27일        |
| #55    | 白夜 백야                       | 세코 히로시     | 사토 유조                     | 타나카 히로유키 이토가 신타로                       | 키쿠치 토시히로 시모죠 유미 니시하라 에리카 테즈카 쿄헤이 오오스기 나오히로 미야무라 아키라 치바 타카아키 타무라 야스호 토미타 메구미                                                                       | 치바 타카아키  | 에비스 타쿠마                           | 카도와키 사토시             | 6월 3일         |
| #56    | 地下室 지하실                   | 코바야시 야스코 | 미야지☆마사유키               | 테지마 마이 에조에 히토미                           | 테즈카 쿄헤이 오오스기 나오히로 치바 타카아키 야마모토 유코 미야자키 사토미 키쿠치 토시히로 시모죠 유미 니시하라 에리카                                                                                     | -              | 이마이 아리후미                         | 아사노 쿄지                 | 6월 10일        |
| #57    | あの日 그날                     | 세코 히로시     | 카네모리 요코                 | 카네모리 요코                                       | 타카베 미츠아키 치바 타카아키 타무라 야스호 미야무라 아키라 키쿠치 토시히로 시모죠 유미 니시하라 에리카 테즈카 쿄헤이 이자와 타마미                                                                         | 치바 타카아키  | 에비스 타쿠마                           | 카도와키 사토시 아사노 쿄지 | 6월 17일        |
| #58    | 進撃の巨人 진격의 거인          | 세코 히로시     | 아카마츠 야스히로             | 아카마츠 야스히로                                   | 야마다 아유미 | 치바 타카아키  | -                                       | 아사노 쿄지                 | 6월 24일        |
| #59    | 壁の向こう側 벽 너머로          | 코바야시 야스코 | 코마츠다 다이젠               | 와카노 테츠야 이토가 신타로 아라키 테츠로           | 코이즈카 마사시 오오스기 나오히로 타카베 미츠아키 니시하라 에리카 미야자키 사토미 타무라 야스호 에비스 타쿠마 치바 타카아키 테지마 마이 마스타니 유키 타나카 키이 이자와 타마미 야마모토 유코 테즈카 쿄헤이 | 치바 타카아키  | -                                       | 아사노 쿄지 카도와키 사토시 | 7월 1일         |

### The Final Season
| 화수            | 제목 | 각본        | 그림 콘티                                   | 연출                                                                        | 작화 감독 | 이펙트 작화 감독                                                            | 총작화 감독                                                                                 | 방송일          |
| Part 1          | Part 1 | Part 1      | Part 1                                      | Part 1                                                                      | Part 1 | Part 1                                                                      | Part 1                                                                                      | Part 1          |
| --------------- | --- | ----------- | ------------------------------------------- | --------------------------------------------------------------------------- | --- | --------------------------------------------------------------------------- | ------------------------------------------------------------------------------------------- | --------------- |
| #60             | 海の向こう側 바다 너머 | 세코 히로시 | 시시도 준                                   | 마키타 카오리                                                               | 이케다 사토시 카토 마사유키 키무라 유키 | 후루마타 타이치 사카이 사토시                                               | 니이누마 다이스케                                                                           | 2020년 12월 7일 |
| #61             | 闇夜の列車 심야의 열차 | 세코 히로시 | 토쿠도 다이스케                             | 토쿠도 다이스케                                                             | 박대열 키시 카오리 | 사카이 사토시                                                               | 니이누마 다이스케                                                                           | 12월 14일       |
| #62             | 希望の扉 희망의 문 | 세코 히로시 | 니시야마 히로미 하야시 유이치로             | 아오시마 코키 니시야마 히로미                                               | 이토 미즈키 츠바타 요시아키 코미노 마사히코 사노 타카유키 아오노 아츠시 코바야시 유카리 | 무라마츠 히사오                                                             | 니이누마 다이스케                                                                           | 12월 21일       |
| #63             | 手から手へ 손에서 손으로 | 세코 히로시 | 니시모토 유키오 하야시 유이치로             | 마츠다 테츠아키                                                             | 우라 류타 후지 유코 | -                                                                           | 아키타 마나부                                                                               | 12월 28일       |
| #64             | 宣戦布告 선전 포고 | 세코 히로시 | 오오시오 만지로                             | 오오미네 테루유키                                                           | 코마츠 히로코 야나세 조지 사노 타카유키 | 후루마타 타이치 사카이 사토시                                               | 타카하라 슈지                                                                               | 2021년 1월 11일 |
| #65             | 戦鎚の巨人 전퇴의 거인 | 세코 히로시 | 시시도 준                                   | 소우 키 카네코 타카히로                                                     | 이케다 사토시 카토 마사유키 박대열 키시 카오리 | 후루마타 타이치 사카이 사토시 무라마츠 히사오                               | 니이누마 다이스케 아키타 마나부                                                             | 1월 18일        |
| #66             | 強襲 강습 | 세코 히로시 | 시시도 준 하야시 유이치로                   | 시시도 준                                                                   | 스기모토 미셸 아비루 타카히코 코마츠 히로코 이토 미즈키 오오츠 나오 노자키 신이치 혼다 케이이치 혼다 미유키 아사오 히로나리 시바타 시로 마츠오카 히데아키 | 후루마타 타이치 사카이 사토시 무라마츠 히사오 마츠이 아키라                 | 쿠와하라 미키네 사이 후미히데 야마구치 니시치                                               | 1월 25일        |
| #67             | 凶弾 흉탄 | 세코 히로시 | 카나이 지로 시시도 준                       | 타카하시 히데토시 양리에쥔 야마모토 요스케                                  | 타카다 아키라 코이케 사토시 양리에쥔 장야오 | 사카이 사토시 무라마츠 히사오                                               | 타카하라 슈지 야마구치 니시치                                                               | 2월 1일         |
| #68             | 義勇兵 의용병 | 세코 히로시 | 니시야마 히로미 하야시 유이치로             | 아오시마 코키                                                               | 사노 타카유키 왕웨이칭 이케다 사토시 키시 카오리 카토 마사유키 야나세 조지 히라노 쇼 | 후루마타 타이치 무라마츠 히사오                                             | 니이누마 다이스케 아키타 마나부 키시 토모히로                                               | 2월 8일         |
| #69             | 正論 정론 | 세코 히로시 | 니이도메 토시야 하야시 유이치로             | 마키타 카오리                                                               | 코마츠 히로코 이토 미즈키 토자와 히가시 미나가와 아카리 오오히가시 유리에 쿠다 노리유키 카하시 미카 노자키 신이치 노구치 마사츠네 | -                                                                           | 타카하라 슈지 야마구치 니시치 키시 토모히로                                                 | 2월 15일        |
| #70             | 偽り者 가짜 | 세코 히로시 | 오오미네 테루유키                           | 오오미네 테루유키                                                           | 박대열 스기모토 미셸 이케다 사토시 카토 마사유키 왕웨이칭 | 무라마츠 히사오                                                             | 니이누마 다이스케 아키타 마나부                                                             | 2월 22일        |
| #71             | 導く者 이끄는 자 | 세코 히로시 | 오구로 아키라 하야시 유이치로               | 모리 쿠니히로                                                               | 원창희 히라노 쇼 야나세 조지 미나가와 아카리 이토 미즈키 코마츠 히로코 장희규 김윤정 | 사카이 사토시                                                               | 타카하라 슈지 야마구치 니시치                                                               | 3월 1일         |
| #72             | 森の子ら 숲의 아이들 | 세코 히로시 | 사토 유조 하야시 유이치로                   | 게시 타카히로 우다 코노스케                                                 | 이케다 사토시 왕웨이칭 키시 카오리 스기모토 미셸 박대열 시바타 시로 카토 마사유키 타카하라 슈지 노자키 신이치 사노 타카유키 오카 마리코 이시카와 카요코 | 사카이 사토시                                                               | 니이누마 다이스케 아키타 마나부                                                             | 3월 8일         |
| #73             | 暴悪 포악 | 세코 히로시 | 카타야마 카즈요시                           | 시시도 준                                                                   | 코마츠 히로코 미나가와 아카리 스기모토 미셸 이케다 사토시 이토 미즈키 히사기 아키츠구 오오츠 나오 사노 타카유키 히라노 쇼 카노 아키라 니이오카 히로미 카와무라 아키오 키타무라 신야 왕웨이칭                                                                             | 사카이 사토시 후루마타 타이치                                               | 타카하라 슈지 야마구치 니시치 아키타 마나부 니이누마 다이스케                               | 3월 15일        |
| #74             | 唯一の救い 유일한 구원 | 세코 히로시 | 미야지☆마사유키                             | 야마사키 미츠에                                                             | 아비루 타카히코 양평길 이시카와 카요코 오카 마리코 왕웨이칭 카토 마사유키 스기모토 미셸 이토 미즈키 이와타키 사토시 이케다 사토시 히사기 아키츠구 | 사카이 사토시                                                               | 니이누마 다이스케 아키타 마나부 타카하라 슈지                                               | 3월 22일        |
| #75             | 天地 천지 | 세코 히로시 | 이토 유키                                   | 오오미네 테루유키 히라무키 토모코 시시도 준 야마사키 미츠에 하야시 유이치로 | 박대열 코마츠 히로코 미나가와 아카리 이케다 사토시 스기모토 미셸 마츠이 아키라 카토 마사유키 왕웨이칭 이토 미즈키 히사기 아키츠구 사노 타카유키 이와타키 사토시 | 사카이 사토시                                                               | 니이누마 다이스케 아키타 마나부 타카하라 슈지 야마구치 니시치                               | 3월 29일        |
| Part 2          | |             |                                             |                                                                             | |                                                                             |                                                                                             |                 |
| #76             | 断罪 단죄 | 세코 히로시 | 카타야마 카즈요시                           | 하야시 유이치로                                                             | 스기모토 미셸 사노 타카유키 후지타 마사유키 이토이 메구미 | 후루마타 타이치 시카이 사토시 이와타키 사토시                               | 아키타 마나부                                                                               | 2022년 1월 10일 |
| #77             | 騙し討ち 유인 작전 | 세코 히로시 | 하야시 유이치로 쿠도 아키코                 | 시시도 준                                                                   | 박대열 사이 후미히데 | 후루마타 타이치 사카이 사토시 오자와 카즈노리                               | 야마구치 니시치 아키타 마나부                                                               | 1월 17일        |
| #78             | 兄と弟 형과 동생 | 세코 히로시 | 하야시 유이치로                             | 오오미네 테루유키                                                           | 코마츠 히로코 미나가와 아카리 시노하라 켄지 이와타키 사토시 사노 타카유키 이케다 사토시 | 후루마타 타이치 사카이 사토시 오자와 카즈노리                               | 니이누마 다이스케 키시 토모히로 아키타 마나부 야마구치 니시치                               | 1월 24일        |
| #79             | 未来の記憶 미래의 기억 | 세코 히로시 | 하야시 유이치로                             | 아오시마 코키                                                               | 미나가와 아카리 마츠오카 히데아키 왕웨이칭 후지타 마사유키 타카세 겐 오카자키 히로미 요시오카 마사루 프로덕션 포슈 | 사카이 사토시 오자와 카즈노리                                               | 키타오 마사루 야마구치 니시치 니이누마 다이스케 아키타 마나부 사이 후미히데 키시 토모히로   | 1월 31일        |
| #80             | 二千年前の君から 2천 년 전의 너로부터                                                                                       | 세코 히로시 | 카타야마 카즈요시 하야시 유이치로           | 마츠우라 나오키                                                             | 박대열 야마나카 이즈미 시노하라 켄지 사이타 히로유키 추밍쩌 아시카가 마미에 사노 타카유키 로덕션 포슈 | 후루마타 타이치 사카이 사토시 오자와 카즈노리                               | 아키타 마나부 야마구치 니시치                                                               | 2월 7일         |
| #81             | 氷解 빙해 | 세코 히로시 | 시시도 준                                   | 하라 히데카즈 이가라시 토키오                                               | 스기모토 미셸 이케다 사토시 시즈카 요시미 추밍쩌 왕웨이칭 박대열 미나가와 아카리 마츠오카 히데아키 후지타 마사유키 요시오카 마사루 오카자키 히로미 밍 프로덕션 포슈 | 후루마타 타이치 사카이 사토시 오자와 카즈노리 카와하라 토모히로             | 니이누마 다이스케 야마구치 니시치                                                           | 2월 14일        |
| #82             | 夕焼け 저녁놀 | 세코 히로시 | 야마사키 미츠에                             | 야마사키 미츠에                                                             | 쿠와하라 미키네 사이 후미히데 사노 타카유키 마츠오카 히데아키 후지타 마사유키 야마나카 이즈미 테루야 토모미 뤄찬란 | 후루마타 타이치                                                             | 아키타 마나부 야마구치 니시치                                                               | 2월 21일        |
| #83             | 矜持 긍지 | 세코 히로시 | 이와타키 사토시                             | 미야케 카즈오                                                               | 키비단고 14호 코마츠 히로코 쿠와하라 미키네 스기노 하루토 사노 타카유키 오카다 토요히로 카와무라 료코 추밍쩌 | 후루마타 타이치                                                             | 사이 후미히데                                                                               | 2월 28일        |
| #84             | 終末の夜 종말의 밤 | 세코 히로시 | 하마사키 히로시                             | 야마사키 미츠에                                                             | 사이타 히로유키 마츠오카 히데아키 요시오카 마사루 미우라 마사코 시노하라 켄지 미나가와 아카리 타니가와 마사키 시마다 히데아키 카와하라 토모히로 | 사카이 사토시                                                               | 아키타 마나부 키타오 마사루 키시 토모히로                                                   | 3월 7일         |
| #85             | 裏切り者 배신자 | 세코 히로시 | 카타야마 카즈요시 하야시 유이치로           | 오오미네 테루유키                                                           | 왕웨이칭 박대열 시즈카 요시미 코이즈미 히로유키 마츠오카 히데아키 키비단고 14호 요시오카 마사루 후지타 마사유키 사노 타카유키 야마구치 히비키 빛의 정원 애니메이션 | 후루마타 타이치 사카이 사토시 오자와 카즈노리                               | 니이누마 다이스케 야마구치 니시치                                                           | 3월 14일        |
| #86             | 懐古 회고 | 세코 히로시 | 테라오카 이와오                             | 시시도 준 하야시 유이치로                                                   | 쿠와하라 미키네 사이타 히로유키 코마츠 히로코 추밍쩌 스기노 하루토 스기모토 미셸 미나가와 아카리 시노하라 켄지 마츠오카 히데아키 요시오카 마사루 토자와 히가시 이노우에 슈지 츠지무라 코키 와카세 켄지 키쿠치 유키 타카세 겐 타테자키 히로시 사노 타카유키               | 후루마타 타이치 사카이 사토시 카와하라 토모히로 오자와 카즈노리 슈퍼 마메진 | 아키타 마나부 사이 후미히데 야마구치 니시치                                                 | 3월 21일        |
| #87             | 人類の夜明け 인류의 새벽 | 세코 히로시 | 하라 히데카즈 아카네 카즈키 하야시 유이치로 | 하라 히데카즈 야마사키 미츠에 이가라시 토키오                               | 이케다 사토시 코마츠 히로코 사이타 히로유키 이토 미즈키 왕웨이칭 스에자와 타쿠야 키타오 마사루 시시도 준 박대열 마츠오카 히데아키 후지타 아야노 추밍쩌 미나가와 아카리 시노하라 켄지 스기노 하루토 요시오카 마사루 시즈카 요시미 키쿠치 유키 미우라 마사코 사노 타카유키 | 후루마타 타이치 사카이 사토시 이와타키 사토시 오오미네 테루유키             | 니이누마 다이스케 아키타 마나부 쿠와하라 미키네 야마구치 니시치 사이 후미히데 키시 토모히로 | 4월 4일         |
| 완결편 (방송판) | |             |                                             |                                                                             | |                                                                             |                                                                                             |                 |
| 전편            | 第一章. 地鳴らし 제1장. 땅울림第二章. 罪人たち 제2장. 죄인들                                                                | 세코 히로시 | 하야시 유이치로 아이케이 료타               | 하야시 유이치로 아이케이 료타 이가라시 토키오                               | 쿠와하라 미키네 코마츠 히로코 요코테 마사코 박대열 야마구치 니시치 미나가와 아카리 후지키 나나 나카무라 카즈요 추밍쩌 시즈카 요시미 시노하라 켄지 사이 후미히데 스기모토 미셸 사노 타카유키                                                                              | 후루마타 타이치 사카이 사토시                                               | 니이누마 다이스케 아키타 마나부                                                             | 2023년 3월 4일  |
| 후편            | 第三章. 天と地の戦い 제3장. 천지전第四章. 長い夢 제4장. 기나긴 꿈最終章. あの丘の木に向かって 최종장. 그 언덕의 나무를 향해 | 세코 히로시 | 하야시 유이치로 이마이 아리후미             | 하야시 유이치로 이가라시 토키오                                             | 이케다 사토시 요코테 마사코 박대열 추밍쩌 나카무라 카즈요 미나가와 아카리 코오노 마키 시노하라 켄지 야마모토 마사후미 카네다 리코 주스지에 시즈카 요시미 마츠이 아키라 미우라 마사코 후지키 나나 김윤정 엄주형 양펑                                                      | 후루마타 타이치 사카이 사토시 아리사와 히로시 타카노 토오루                 | 키시 토모히로 니이누마 다이스케 아키타 마나부 쿠와하라 미키네 야마구치 니시치 사이 후미히데 | 11월 5일        |
| 완결편 (각화판) | |             |                                             |                                                                             | |                                                                             |                                                                                             |                 |
| #88             | 地鳴らし 땅울림 | 세코 히로시 | 하야시 유이치로                             | 하야시 유이치로                                                             | 코마츠 히로코 박대열 | 후루마타 타이치 사카이 사토시                                               | 아키타 마나부 키시 토모히로 야마구치 니시치                                                 | 11월 5일        |
| #89             | 自由の翼 자유의 날개 | 세코 히로시 | 하야시 유이치로                             | 하야시 유이치로 이가라시 토키오                                             | 코마츠 히로코 사이 후미히데 쿠와하라 미키네 시노하라 켄지 나카무라 카즈요 미나가와 아카리 박대열 | 후루마타 타이치 사카이 사토시                                               | 니이누마 다이스케 아키타 마나부                                                             | 11월 5일        |
| #90             | 絶望の淵にて 절망의 구렁에서                                                                                                | 세코 히로시 | 하야시 유이치로 아이케이 료타               | 시시도 준 아이케이 료타                                                     | 추밍쩌 시즈카 요시미 후지키 나나 미나가와 아카리 요코테 마사코 쿠와하라 미키네 스기모토 미쉘 | 후루마타 타이치 사카이 사토시 아리사와 히로시                               | 키시 토모히로 니이누마 다이스케 아키타 마나부 야마구치 니시치                               | 11월 5일        |
| #91             | 天と地の戦い 천지전 | 세코 히로시 | 하야시 유이치로                             | 시시도 준                                                                   | 박대열 나카무라 카즈요 노자키 신이치 시즈카 요시미 사이 후미히데 후지키 나나 쿠와하라 미키네 야마모토 마사후미 김윤정 엄주형 | 후루마타 타이치 사카이 사토시                                               | 아키타 마나부 니이누마 다이스케                                                             | 11월 19일       |
| #92             | 心臓を捧げよ 심장을 바쳐라                                                                                                  | 세코 히로시 | 하야시 유이치로                             | 시시도 준 이가라시 토키오                                                   | 박대열 쿠와하라 미키네 사이 후미히데 나카무라 카즈요 추밍쩌 시노하라 켄지 주스지에 | 후루마타 타이치 사카이 사토시 아리사와 히로시                               | 아키타 마나부 니이누마 다이스케 키시 토모히로                                               | 11월 19일       |
| #93             | 長い夢 긴 꿈 | 세코 히로시 | 하야시 유이치로 이마이 아리후미             | 하야시 유이치로 이가라시 토키오                                             | 추밍쩌 시노하라 켄지 주스지에 시즈카 요시미 야마구치 니시치 카네다 리코 야마모토 마사후미 미우라 마사코 미나가와 아카리 | 후루마타 타이치 사카이 사토시 아리사와 히로시                               | 아키타 마나부 니이누마 다이스케 키시 토모히로 쿠와하라 미키네 사이 후미히데                 | 11월 19일       |
| #94             | あの丘の木に向かって 저 언덕의 나무를 향하여                                                                                | 세코 히로시 | 하야시 유이치로                             | 하야시 유이치로                                                             | 미나가와 아카리 요코테 마사코 나카무라 카즈요 코오노 마키 야마모토 마사후미 박대열 이케다 사토시 | 후루마타 타이치 사카이 사토시 타카노 토오루                                 | 키시 토모히로 아키타 마나부                                                                 | 11월 19일       |

### OAD
| 화수       | 제목                                                                      | 각본                      | 그림 콘티                       | 연출                                          | 작화 감독                                                                             | 거인 작화 감독  | 액션 작화 감독  | 총작화 감독                 | 발매일          |
| ---------- | ------------------------------------------------------------------------- | ------------------------- | ------------------------------- | --------------------------------------------- | ------------------------------------------------------------------------------------- | --------------- | --------------- | --------------------------- | --------------- |
| #3.5       | イルゼの手帳 ―ある調査兵団員の手記― 일제의 수첩 ― 어느 조사병의 수기―     | 세코 히로시               | 사사지마 케이이치               | 야마다 히로카즈                               | 에비스 타쿠마 토미타 메구미 사토 요코 카토 미호 야마모토 유코 사토 미치오             | 치바 타카아키   | 이마이 아리후미 | 카도와키 사토시             | 2013년 12월 9일 |
| #3.25      | 突然の来訪者 ―苛まれる青春の呪い― 갑작스러운 방문자 ― 가혹한 청춘의 저주― | 세코 히로시               | 사사지마 케이이치 아라키 테츠로 | 타나카 히로유키 코이즈카 마사시 이토가 신타로 | 스기사키 유카 카토 미호 토미타 메구미                                                 | -               | 이마이 아리후미 | 아사노 쿄지                 | 2014년 4월 9일  |
| #3.75      | 困難 곤란                                                                 | 타카키 노보루             | 타나카 히로유키                 | 타나카 히로유키 카나모리 요코 이토가 신타로   | 토미타 메구미 카토 미호 스기사키 유카                                                 | -               | 이마이 아리후미 | 카도와키 사토시             | 8월 8일         |
| #0.5A      | 悔いなき選択 ―前編― 후회 없는 선택 ― 전편―                                | 코바야시 야스코           | 코이즈카 마사시                 | 코이즈카 마사시 이토가 신타로                 | 야마다 아유미                                                                         | -               | 이마이 아리후미 | 아사노 쿄지                 | 12월 9일        |
| #0.5B      | 悔いなき選択 ―後編― 후회 없는 선택 ― 후편―                                | 코바야시 야스코           | 미야지☆마사유키 아라키 테츠로   | 미야지 마사유키 이토가 신타로 아라키 테츠로   | 토미타 메구미 키쿠치 토시히로                                                         | 키쿠치 토시히로 | 이마이 아리후미 | 아사노 쿄지                 | 2015년 4월 9일  |
| LOST GIRLS |                                                                           |                           |                                 |                                               |                                                                                       |                 |                 |                             |                 |
| #16.5A     | Wall Sina,Goodbye ―前編―                                                  | 세코 히로시 아라키 테츠로 | 코이즈카 마사시                 | 키쿠치 토시히로                               | 키쿠치 토시히로 타무라 야스호 테지마 마이 치바 타카아키                               | -               | -               | 아사노 쿄지                 | 2017년 12월 8일 |
| #16.5B     | Wall Sina,Goodbye ―後編―                                                  | 세코 히로시 아라키 테츠로 | 히라카와 테츠오                 | 이바타 요시히데                               | 아사노 쿄지 미야자키 사토미 테지마 마이 토미타 메구미 치바 타카아키                   | -               | -               | 아사노 쿄지                 | 2018년 4월 9일  |
| #???       | Lost in the cruel world                                                   | 세코 히로시 아라키 테츠로 | 타나카 히로유키                 | 타나카 히로유키                               | 하세가와 히토미 미야자키 사토미 테지마 마이 토미다 메구미 치바 타카아키 타무라 야스호 | -               | -               | 아사노 쿄지 카도와키 사토시 | 8월 9일         |

### 내용주
1. ↑  제1화 - 제62화, 제66화, 제83화.
2. ↑  제60화 - 제62화, 제64화 - 제68화, 제73화, 제75화 - 제87화.
3. ↑  제60화 - 제62화, 제65화 - 제67화, 제73화.
4. ↑  제65화 - 제67화.
5. ↑  제62화.
6. ↑  제76화 - 제81화, 제86화.
7. ↑  제76화.
8. ↑  제77화 - 제78화.
9. ↑  제60화 - 제78화, 제80화 - 제87화.
10. ↑  제63화, 제65화 - 제69화, 제71화 - 제75화, 제78화, 제81화 - 제87화.
11. ↑  제69화, 제70화, 제84화 - 제87화.
12. ↑  제73화 - 제87화.
13. ↑  제66화, 제68화, 제84화, 제86화, 제87화.
14. ↑  제60화.
15. 1 2  제62화.
16. ↑  포니 캐년, 코단샤, Production I.G, 덴츠, 포니 캐년 엔터프라이즈, 마이니치 방송(제1기는 논크레딧).
17. ↑  포니 캐년, 코단샤, Production I.G, MAPPA, 덴츠, 마이니치 방송, 포니 캐년 엔터프라이즈→쿠프
18. ↑  오전 0시 26분 와카야마현에서 진도 5 미만의 지진이 발생해 뉴스 특보로 전환되어 도중에 중지되고 다음 주 3월 22일에 다시 방송되었다.
19. ↑  지난주의 영향으로 74화는 오전 0시 34분에서 58분으로 24분 연기되어 2회 연속 방송되었다.
20. ↑  3.75、#0.5A、#0.5B는 액션 콘티 겸임.

### 참조주
1. ↑  諌山創 (2013년 4월 9일). 〈荒木哲郎監督が目指す「抗い」の物語〉. 《進撃の巨人 INSIDE 抗》. KCデラックス 第1刷판. 講談社. 189-192쪽. ISBN 978-4-06-376816-9.
2. ↑  宮田悠輔. “アニメCGの現場 TVアニメ『進撃の巨人』”. 《CGWORLD.jp》. Works Corporation. 2013년 5월 12일에 확인함.[깨진 링크(과거 내용 찾기)]
3. ↑  MBSアニメフェス ： 進撃の巨人やタイバニ、マクロスFが出展 MANTANWEB(마이니치 신문)  2014년 6월 8일, 20일 확인.
4. ↑  人気アニメ“夢競演”に1万人、豪華声優13人＆6作品が大阪に集結。 나리나리닷컴 2014년 10월 12일, 11월 4일 확인.
5. ↑  「アニメクリエイター烈伝 Vol.2進撃の巨人」、『AV REVIEW』、音元出版、2013年10月号、142頁
6. ↑  諌山創 (2018년 7월 24일). “進撃のアニメ三期！放送開始！”. 《現在進行中の黒歴史》. 2021년 9월 5일에 확인함.
7. 1 2 3  仲上佳克 (2020년 10월 10일). “「進撃の巨人 The Final Season」プロデューサー陣が語る“これまで”と“これから”とは!?”. 《WebNewtype》 (월간 뉴타입). 2021년 1월 18일에 원본 문서에서 보존된 문서. 2021년 1월 21일에 확인함.
8. ↑  “進撃の巨人：テレビアニメ「The Final Season」はMAPPA制作　新スタッフで制作”. 《mantan-web》. MANTANWEB. 2020년 6월 1일에 확인함.
9. 1 2 3  “MAPPAが求道する作画とCGの一体化 大解剖 進撃の巨人 The Final Season”. 《CGWORLD》 (본디지털) (272). 2021년 3월 10일.
10. 1 2  “MAPPAの現在形”. 《Switch Publishing》 (Switch Publishing) (Vol.39 No.3). 2021년 2월 20일.
11. 1 2  “＜進撃の巨人＞作者、アニメ完結に「ありがとう」 放送10年の歴史に幕で記念イラスト公開”. 《ORICON NEWS》. 2023년 11월 5일. 2023년 11월 5일에 확인함.
12. ↑  MAPPA_Info (2023년 11월 5일). “TVアニメ「進撃の巨人」The Final Season 完結編(後編) ご視聴ありがとうございました！” (트윗). 2023년 11월 5일에 원본 문서에서 보존된 문서. 2023년 11월 5일에 확인함.
13. ↑  “スタッフ・キャスト”. 《TV 애니 '진격의 거인' Season 3》. 2018년 7월 9일에 확인함.
14. ↑  “スタッフ・キャスト”. 《TV 애니 '진격의 거인' The Final Season》. 2020년 5월 30일에 확인함.
15. 1 2  “OPテーマCD「自由への進撃」”. 《TVアニメ「進撃の巨人」公式サイト》. 2023년 11월 2일에 확인함.
16. ↑  “オープニング主題歌「心臓を捧げよ！」”. 《TVアニメ「進撃の巨人」Season 2公式サイト》. 2023년 11월 2일에 확인함.
17. ↑  “Season3 Part.1 オープニングテーマ「Red Swan」”. 《TVアニメ「進撃の巨人」Season 3》. 2020년 12월 8일에 확인함.
18. ↑  “Season3 Part.2 オープニングテーマ「憧憬と屍の道」”. 《TVアニメ「進撃の巨人」Season 3》. 2023년 11월 2일에 확인함.
19. ↑  “オープニングテーマ”. 《TVアニメ「進撃の巨人」The Final Season》. 2020년 12월 8일에 확인함.
20. ↑  “オープニングテーマ”. 《TVアニメ「進撃の巨人」The Final Season Part2》. 2023년 11월 2일에 확인함.
21. ↑  “オープニングテーマ”. 《TVアニメ「進撃の巨人」The Final Season 完結編（各話版）配信決定！OPテーマ：Linked Horizon、EDテーマ：ヒグチアイに決定！》. 2023년 11월 2일에 확인함.
22. ↑  “前期EDテーマ「美しき残酷な世界」”. 《TVアニメ「進撃の巨人」公式サイト》. 2023년 11월 2일에 확인함.
23. ↑  “後期EDテーマ「great escape」”. 《TVアニメ「進撃の巨人」公式サイト》. 2023년 11월 2일에 확인함.
24. ↑  “エンディング主題歌「夕暮れの鳥」”. 《TVアニメ「進撃の巨人」Season 2公式サイト》. 2023년 11월 2일에 확인함.
25. ↑  “Season3 Part.1 エンディングテーマ「暁の鎮魂歌」”. 《TVアニメ「進撃の巨人」Season 3》. 2023년 11월 2일에 확인함.
26. ↑  “Season3 Part.2 エンディングテーマ「Name of Love」”. 《TVアニメ「進撃の巨人」Season 3》. 2020년 12월 8일에 확인함.
27. ↑  “エンディングテーマ”. 《TVアニメ「進撃の巨人」The Final Season》. 2023년 11월 2일에 확인함.
28. ↑  “ヒグチアイ、『進撃の巨人 The Final Season Part2』EDテーマを担当”. 《BARKS》. BARKS. 2022년 1월 10일에 확인함.
29. ↑  “エンディングテーマ”. 《TVアニメ「進撃の巨人」The Final Season 完結編（各話版）配信決定！OPテーマ：Linked Horizon、EDテーマ：ヒグチアイに決定！》. 2023년 11월 2일에 확인함.
30. ↑  “The Final Season完結編（前編）主題歌「UNDER THE TREE」アニメスペシャル映像公開！”. 《TVアニメ「進撃の巨人」The Final Season公式サイト》. 2023년 3월 4일. 2023년 11월 2일에 확인함.
31. ↑  “The Final Season完結編（後編）主題歌はLinked Horizonに決定！”. 《TVアニメ「進撃の巨人」The Final Season公式サイト》. 2023년 3월 4일. 2023년 11월 2일에 확인함.
32. ↑  “12月9日発売｢進撃の巨人｣15巻限定版OAD｢悔いなき選択｣前編挿入歌”. 《「進撃の巨人」OAD ｢悔いなき選択｣》. 2023년 11월 2일에 확인함.
33. ↑  “劇場版｢進撃の巨人｣前編～紅蓮の弓矢～主題歌”. 《TVアニメ「進撃の巨人」公式サイト》. 2023년 11월 2일에 확인함.
34. ↑  “劇場版｢進撃の巨人｣後編～自由の翼～主題歌”. 《TVアニメ「進撃の巨人」公式サイト》. 2023년 11월 2일에 확인함.
35. ↑  “劇場版「進撃の巨人」完結編THE LAST ATTACK 11月8日（金）上映決定！”. 《TVアニメ「進撃の巨人」The Final Season公式サイト》. 2024년 8월 17일. 2024년 8월 18일에 확인함.
36. ↑  “劇場版｢進撃の巨人｣前編～紅蓮の弓矢～EDテーマ”. 《TVアニメ「進撃の巨人」公式サイト》. 2023년 11월 2일에 확인함.
37. ↑  “劇場版｢進撃の巨人｣後編～自由の翼～EDテーマ”. 《TVアニメ「進撃の巨人」公式サイト》. 2023년 11월 2일에 확인함.